# Neal Skupski
Neal Skupski (ur. 1 grudnia 1989 w Liverpoolu) – brytyjski tenisista polskiego pochodzenia, reprezentant Wielkiej Brytanii w Pucharze Davisa, olimpijczyk z Tokio (2020) i Paryża (2024), zwycięzca Wimbledonu 2023 w grze podwójnej oraz Wimbledonu 2021 i 2022 w grze mieszanej, lider rankingu ATP deblistów.

## Kariera tenisowa
Neal Skupski jest młodszym bratem Kena Skupskiego, również tenisisty. Karierę zawodową rozpoczął w 2012 roku.
W grze podwójnej zwyciężył w siedemnastu turniejach rangi ATP Tour z czterdziestu rozegranych finałów.
W 2022 roku awansował do finału zawodów gry podwójnej podczas US Open. Razem z partnerującym mu Wesleyem Koolhofem w meczu mistrzowskim przegrali 6:7(4), 5:7 z deblem Rajeev Ram–Joe Salisbury. W 2023 roku razem z Koolhofem odnieśli zwycięstwo na kortach Wimbledonu, pokonując w finale Marcela Granollersa i Horacio Zeballosa 6:4, 6:4.
W lipcu 2021 odniósł zwycięstwo w mikście podczas Wimbledonu, partnerując Desirae Krawczyk, z którą w finale pokonał parę Harriet Dart–Joe Salisbury 6:2, 7:6(1). Rok później duet obronił tytuł, wygrywając w meczu mistrzowskim 6:4, 6:3 z Samanthą Stosur i Matthew Ebdenem. Wspólnie z Krawczyk został również finalistą Australian Open 2024 i French Open 2024.
Od listopada 2019 roku reprezentant Wielkiej Brytanii w Pucharze Davisa.
Olimpijczyk z Tokio (2020) i Paryża (2024). W Tokio awansował do drugiej rundy debla razem z Jamiem Murrayem, a w Paryżu odpadł w pierwszej rundzie wspólnie z Joem Salisburym.
W rankingu gry pojedynczej Skupski najwyżej był na 932. miejscu (8 listopada 2010), a w klasyfikacji gry podwójnej na 1. pozycji (14 listopada 2022).

### Finały w turniejach ATP Tour
| Legenda                                      |
| -------------------------------------------- |
| Wielki Szlem                                 |
| Igrzyska olimpijskie                         |
| Tennis Masters Cup / ATP Finals              |
| ATP Masters Series / ATP Tour Masters 1000   |
| ATP International Series Gold / ATP Tour 500 |
| ATP International Series / ATP Tour 250      |

#### Gra podwójna (17–23)
| Końcowy wynik | Nr  | Data                 | Turniej            | Nawierzchnia  | Partner           | Przeciwnicy                               | Wynik finału         |
| ------------- | --- | -------------------- | ------------------ | ------------- | ----------------- | ----------------------------------------- | -------------------- |
| Finalista     | 1.  | 19 października 2013 | Moskwa             | Twarda (hala) | Ken Skupski       | Michaił Jełgin Denis Istomin              | 2:6, 6:1, 12–14      |
| Zwycięzca     | 1.  | 11 lutego 2018       | Montpellier        | Twarda (hala) | Ken Skupski       | Ben McLachlan Hugo Nys                    | 7:6(2), 6:4          |
| Finalista     | 2.  | 29 czerwca 2018      | Eastbourne         | Trawiasta     | Ken Skupski       | Luke Bambridge Jonny O’Mara               | 5:7, 4:6             |
| Finalista     | 3.  | 23 września 2018     | Metz               | Twarda (hala) | Ken Skupski       | Nicolas Mahut Édouard Roger-Vasselin      | 1:6, 5:7             |
| Zwycięzca     | 2.  | 28 października 2018 | Wiedeń             | Twarda (hala) | Joe Salisbury     | Mike Bryan Édouard Roger-Vasselin         | 7:6(5), 6:3          |
| Finalista     | 4.  | 24 lutego 2019       | Delray Beach       | Twarda        | Ken Skupski       | Bob Bryan Mike Bryan                      | 6:7(5), 4:6          |
| Finalista     | 5.  | 14 kwietnia 2019     | Houston            | Ceglana       | Ken Skupski       | Santiago González Aisam-ul-Haq Qureshi    | 6:3, 4:6, 6–10       |
| Zwycięzca     | 3.  | 28 kwietnia 2019     | Budapeszt          | Ceglana       | Ken Skupski       | Marcus Daniell Wesley Koolhof             | 6:3, 6:4             |
| Finalista     | 6.  | 25 maja 2019         | Lyon               | Ceglana       | Ken Skupski       | Ivan Dodig Édouard Roger-Vasselin         | 4:6, 3:6             |
| Finalista     | 7.  | 29 sierpnia 2020     | Nowy Jork          | Twarda        | Jamie Murray      | Pablo Carreño-Busta Alex de Minaur        | 2:6, 5:7             |
| Finalista     | 8.  | 1 listopada 2020     | Wiedeń             | Twarda (hala) | Jamie Murray      | Łukasz Kubot Marcelo Melo                 | 6:7(5), 5:7          |
| Zwycięzca     | 4.  | 13 listopada 2020    | Sofia              | Twarda (hala) | Jamie Murray      | Jürgen Melzer Édouard Roger-Vasselin      | walkower             |
| Zwycięzca     | 5.  | 20 marca 2021        | Acapulco           | Twarda        | Ken Skupski       | Marcel Granollers Horacio Zeballos        | 7:6(3), 6:4          |
| Finalista     | 9.  | 3 kwietnia 2021      | Miami              | Twarda        | Daniel Evans      | Nikola Mektić Mate Pavić                  | 4:6, 4:6             |
| Finalista     | 10. | 18 kwietnia 2021     | Monte Carlo        | Ceglana       | Daniel Evans      | Nikola Mektić Mate Pavić                  | 3:6, 6:4, 7–10       |
| Finalista     | 11. | 8 sierpnia 2021      | Waszyngton         | Twarda        | Michael Venus     | Raven Klaasen Ben McLachlan               | 6:7(4), 4:6          |
| Zwycięzca     | 6.  | 3 października 2021  | San Diego          | Twarda        | Joe Salisbury     | John Peers Filip Polášek                  | 7:6(2), 3:6, 10–5    |
| Zwycięzca     | 7.  | 9 stycznia 2022      | Melbourne          | Twarda        | Wesley Koolhof    | Ołeksandr Nedowiesow Aisam-ul-Haq Qureshi | 6:4, 6:4             |
| Zwycięzca     | 8.  | 15 stycznia 2022     | Adelaide           | Twarda        | Wesley Koolhof    | Ariel Behar Gonzalo Escobar               | 7:6(5), 6:4          |
| Zwycięzca     | 9.  | 18 lutego 2022       | Doha               | Twarda        | Wesley Koolhof    | Rohan Bopanna Denis Shapovalov            | 7:6(4), 6:1          |
| Finalista     | 12. | 2 kwietnia 2022      | Miami              | Twarda        | Wesley Koolhof    | Hubert Hurkacz John Isner                 | 6:7(5), 4:6          |
| Finalista     | 13. | 24 kwietnia 2022     | Barcelona          | Ceglana       | Wesley Koolhof    | Kevin Krawietz Andreas Mies               | 7:6(3), 6:7(5), 6–10 |
| Zwycięzca     | 10. | 8 maja 2022          | Madryt             | Ceglana       | Wesley Koolhof    | Juan Sebastián Cabal Robert Farah         | 6:7(4), 6:4, 10–5    |
| Zwycięzca     | 11. | 12 czerwca 2022      | ’s-Hertogenbosch   | Trawiasta     | Wesley Koolhof    | Matthew Ebden Max Purcell                 | 4:6, 7:5, 10–6       |
| Zwycięzca     | 12. | 14 sierpnia 2022     | Montreal           | Twarda        | Wesley Koolhof    | Daniel Evans John Peers                   | 6:2, 4:6, 10–6       |
| Finalista     | 14. | 9 września 2022      | US Open, Nowy Jork | Twarda        | Wesley Koolhof    | Rajeev Ram Joe Salisbury                  | 6:7(4), 5:7          |
| Zwycięzca     | 13. | 6 listopada 2022     | Paryż              | Twarda (hala) | Wesley Koolhof    | Ivan Dodig Austin Krajicek                | 7:6(5), 6:4          |
| Finalista     | 15. | 19 marca 2023        | Indian Wells       | Twarda        | Wesley Koolhof    | Rohan Bopanna Matthew Ebden               | 3:6, 6:2, 8–10       |
| Finalista     | 16. | 23 kwietnia 2023     | Barcelona          | Ceglana       | Wesley Koolhof    | Máximo González Andrés Molteni            | 3:6, 7:6(8), 4–10    |
| Zwycięzca     | 14. | 17 czerwca 2023      | ’s-Hertogenbosch   | Trawiasta     | Wesley Koolhof    | Gonzalo Escobar Ołeksandr Nedowiesow      | 7:6(1), 6:2          |
| Zwycięzca     | 15. | 15 lipca 2023        | Wimbledon, Londyn  | Trawiasta     | Wesley Koolhof    | Marcel Granollers Horacio Zeballos        | 6:4, 6:4             |
| Finalista     | 17. | 26 sierpnia 2023     | Winston-Salem      | Twarda        | Lloyd Glasspool   | Nathaniel Lammons Jackson Withrow         | 3:6, 4:6             |
| Finalista     | 18. | 4 października 2023  | Pekin              | Twarda        | Wesley Koolhof    | Ivan Dodig Austin Krajicek                | 7:6(12), 3:6, 5–10   |
| Finalista     | 19. | 18 lutego 2024       | Delray Beach       | Twarda        | Santiago González | Julian Cash Robert Galloway               | 7:5, 5:7, 2–10       |
| Finalista     | 20. | 2 marca 2024         | Acapulco           | Twarda        | Santiago González | Hugo Nys Jan Zieliński                    | 3:6, 2:6             |
| Zwycięzca     | 16. | 23 czerwca 2024      | Londyn (Queen’s)   | Trawiasta     | Michael Venus     | Taylor Fritz Karen Chaczanow              | 4:6, 7:6(5), 10–8    |
| Zwycięzca     | 17. | 29 czerwca 2024      | Eastbourne         | Trawiasta     | Michael Venus     | Matthew Ebden John Peers                  | 4:6, 7:6(2), 11–9    |
| Finalista     | 21. | 27 października 2024 | Wiedeń             | Twarda (hala) | Michael Venus     | Alexander Erler Lucas Miedler             | 6:4, 3:6, 1–10       |
| Finalista     | 22. | 22 lutego 2025       | Doha               | Twarda        | Joe Salisbury     | Julian Cash Lloyd Glasspool               | 3:6, 2:6             |
| Finalista     | 23. | 20 kwietnia 2025     | Barcelona          | Ceglana       | Joe Salisbury     | Sander Arends Luke Johnson                | 3:6, 7:6(1), 6–10    |

#### Gra mieszana (2–2)
| Końcowy wynik | Nr | Data             | Turniej                    | Nawierzchnia | Partnerka        | Przeciwnicy                            | Wynik finału      |
| ------------- | -- | ---------------- | -------------------------- | ------------ | ---------------- | -------------------------------------- | ----------------- |
| Zwycięzca     | 1. | 11 lipca 2021    | Wimbledon, Londyn          | Trawiasta    | Desirae Krawczyk | Harriet Dart Joe Salisbury             | 6:2, 7:6(1)       |
| Zwycięzca     | 2. | 7 lipca 2022     | Wimbledon, Londyn          | Trawiasta    | Desirae Krawczyk | Samantha Stosur Matthew Ebden          | 6:4, 6:3          |
| Finalista     | 1. | 26 stycznia 2024 | Australian Open, Melbourne | Twarda       | Desirae Krawczyk | Hsieh Su-wei Jan Zieliński             | 7:6(5), 4:6, 9–11 |
| Finalista     | 2. | 6 czerwca 2024   | French Open, Paryż         | Ceglana      | Desirae Krawczyk | Laura Siegemund Édouard Roger-Vasselin | 4:6, 5:7          |